# Кузьмівка (Сарненський район)
Ку́зьмівка (до 1945 — Казимирка, Казимірка) — село в Україні, у Степанській селищній громаді Сарненського району Рівненської області. Населення становить 659 осіб.

## Географія
Селом протікає річка Зульня і проходить автошлях територіального значення Т 1826.
Село належить до 3 зони радіоактивного забруднення. 
На північ від села розташовані заповідні урочища «Поліщукове» і «Чорний ліс», а також ландшафтний заказник «Кузьмівський»; на південний захід від села — лісовий заказник Урочище «Берці».

## Історія
Перша згадка про поселення датується 1629 р., коли князь Альбрехт Радзівіл (Радивил) отримав значну частину степанської волості й заснував містечко Казимирів, назвавши його на честь св. Казимира — покровителя королевича Речі Посполитої. Казимирів досить швидко зростав, однак після смерті власника в 1656 р. почав занепадати, а після спустошення татарами 1665 р. був розорений і перетворився на село. У пізніших документах фігурує як Казимирівка.
У 1906 році село Казимірка Степанської волості Рівненського повіту Волинської губернії. Відстань від повітового міста 71 верст, від волості 12. Дворів 57, мешканців 370.
У 1918—1921 роках під час Визвольних змагань у селі багато разів змінювалась влада.
У 1921 році за Ризьким мирним договором село підпало під владу Польщі.
Весною 1943 р. село було спалене німецькими військами. Багато селян було відправлено на каторжні роботи до Німеччини, особливо молодь.
15 липня 1944 року поблизу села відбувся бій між українськими повстанцями — відділами командира Пащенка, почотом командира Бористена та почотом командира Стального, котрі належали до з'єднань груп «444» УПА-Північ — та загонами НКВД. У висліді бою втрати українських повстанців були незначними, натомість було вбито близько 70 енкавидестів та велика кількість поранених. У цьому бою був смертельно ранений український командир Бористен (шеф військового штабу групи «Заграва») після чого невдовзі, 29 липня помер.
В 1946 р. село перейменоване на Кузьмівку.
Одразу після війни, населення приступило до відбудови зруйнованого господарства. Першими організаторами села були перший голова сільської ради Позняковський Матвій Дмитрович, Кузьмичук Василь Олександрович, Поліщук Іван Потапович.
В 1948 р. було відкрито бібліотеку-читальню, клуб, школу.
Відповідно до Розпорядження Кабінету Міністрів України від 12 червня 2020 року № 722-р «Про визначення адміністративних центрів та затвердження територій територіальних громад Рівненської області» увійшло до складу Степанської селищної громади.

## Населення
За переписом населення 2001 року в селі мешкало 625 осіб.

### Мова
Розподіл населення за рідною мовою за даними перепису 2001 року:
| Мова       | Відсоток |
| ---------- | -------- |
| українська | 99,70 %  |
| білоруська | 0,15 %   |
| російська  | 0,15 %   |

## Відомі люди
У 1896—1897 роках у Кузьмівці проживав російський письменник Олександр Купрін.